# 麒麟980
麒麟980（Kirin 980）是海思半導體设计的基于ARM的64位系统芯片（SoC）。它于2018年9月初在德国柏林举行的消费电子展IFA 2018上发布。芯片为业界首次采用7纳米工艺并安装两个NPU（神经处理单元）。 
麒麟980根据终端的需求灵活使用8个CPU核心。 Cortex-A55是一款用于省电的处理器，负责不需要太多负载的处理。 Cortex-A76分为2个大核和2个中核，中核负责大部分应用所需的中等负载的处理，而大核负责游戏等高性能处理。
麒麟980由台积电代工，是台积电使用7纳米FinFET工艺制造的第一款智能手机芯片，配备了69亿个晶体管。
麒麟980还具有GPU增强功能“GPU Turbo”，以及两个相机图像处理引擎（ISP）。

## 搭载麒麟980的产品
- 华为Nova 5t
- 华为Nova 5pro
- 华为Mate 20
- 华为Mate 20 Pro
- 华为Mate 20 X[4]
- 华为Mate 20 RS
- 华为Mate X
- 华为荣耀Magic 2
- 华为荣耀V20
- 华为荣耀 20
- 华为P30
- 华为P30 Pro
- 華為M6平板 10寸/8.4寸